# Лепеза (ТВ серија)
„Лепеза” је југословенска телевизијска серија снимљена 1975. године у продукцији Телевизије Београд.

## Улоге
| Глумац              | Улога |
| ------------------- | ----- |
| Милан Лане Гутовић  |       |
| Душка Анастасијевић |       |

Комплетна ТВ екипа ▼
| Редитељ    | Србољуб Божиновић |
| Сценариста | Владимир Андрић   |
| Композитор | Душан Каруовић    |